# The Wiz: Original Motion Picture Soundtrack
The Wiz: Original Motion Picture Soundtrack — саундтрек к фильму «Виз», выпущенный в 1978 году на лейбле MCA Records. Продюсером выступил Куинси Джонс. Как и во многих саундтреках к мюзиклам того времени, этом звуковая дорожка из фильма и альбома не совпадает, поскольку записаны были они в разное время. В альбом вошли как оригинальные песни из бродвейского мюзикла «Виз», написанные Чарли Смоллзом и Лютером Вандроссом, так и совершенно новые, написанные Куинси Джонсом, Николасом Эшфордом, Валери Симпсон и Энтони Джексоном. Ведущие партии принадлежат Дайане Росс и Майклу Джексону.
В 1979 году Дайана Росс планировала к выходу альбом с сольными версиями песен из саундтрека, но из-за провала фильма релиз его был отменён, и только в 2015 году альбом Diana Ross Sings Songs from The Wiz вышел в свет в преддверии новой версии мюзикла «Виз».

## Список композиций
Пластинка 1, Сторона «А»:
1. «Main Title (Overture, Part One)» — инструментал
2. «Overture (Part Two)» — инструментал
3. «The Feeling That We Have» — Тереза Меррит и хор
4. «Can I Go On?» — Дайана Росс
5. «Glinda’s Theme» — инструментал
6. «He’s the Wizard» — Тельма Карпентер и хор
7. «Soon as I Get Home»/«Home» — Дайана Росс

Пластинка 1, Сторона «Б»:
1. «You Can’t Win» — Майкл Джексон
2. «Ease on Down the Road #1» — Дайана Росс и Майкл Джексон
3. «What Would I Do If I Could Feel?» — Нипси Расселл
4. «Slide Some Oil to Me» — Нипси Расселл
5. «Ease on Down the Road #2» — Дайана Росс, Майкл Джексон и Нипси Расселл
6. «I’m a Mean Ole Lion» — Тед Росс
7. «Ease on Down the Road #3» — Дайана Росс, Майкл Джексон, Нипси Расселл и Тед Росс
8. «Poppy Girls» — инструментал

Пластинка 2, Сторона «А»:
1. «Be a Lion» — Дайана Росс, Майкл Джексон, Нипси Расселл и Тед Росс
2. «End of the Yellow Brick Road» — инструментал
3. «Emerald City Sequence» — хор
4. «So You Wanted to See the Wizard» — Ричард Прайор — диалог
5. «Is This What Feeling Gets? (Dorothy’s Theme)» — Дайана Росс

Пластинка 1, Сторона «Б»:
1. «Don’t Nobody Bring Me No Bad News» — Мэйбл Кинг[англ.] и хор
2. «A Brand New Day» — Дайана Росс, Майкл Джексон, Нипси Расселл, Тед Росс и хор
3. «Believe in Yourself (Dorothy)» — Дайана Росс
4. «The Good Witch Glinda» — инструментал
5. «Believe in Yourself (Reprise)» — Лена Хорн
6. «Home[англ.]» — Дайана Росс